# Guldtuben 2014
Guldtuben 2014, officiellt Vitamin Well Guldtuben 2014, var den första Guldtubengalan och arrangerades av Splay Networks. Galan ägde rum 15 april 2014 och sändes på Youtube med Clara Henry som programledare.
Innan galan så hade tittarna möjligheten att välja ut de nominerade på Guldtubens webbplats. När de nominerade hade utsetts så fick tittarna även rösta fram vinnaren på Guldtubens webbplats.

## Vinnare och nominerade

### Personer och kanaler
| Årets humor - IJustWantToBeCool - DunderHumor - Malvin Studios - Random Making Movies | Årets vloggare - Clara Henry - Keyyo - Simon Lussetti - William Spetz  | Årets artist - Daniel Norberg - De vet du - Mange Makers - The Fooo                 | Årets stjärnskott - Keyyo - Linn Ahlborg - Misslisibell - Skill Twins             |
| Årets gamer - PewDiePie - DualDGaming - STAMSITE - Tejbz                              | Årets livsstil - Linn Ahlborg - Anty - Misslisibell - Nellie Berntsson | Årets Youtuber - PewDiePie - Clara Henry - IJustWantToBeCool - Random Making Movies | Årets utländska kanal - Cutie Pie Marzia - Bethany Mota - Miss Glamorazzi - Smosh |

### Program och serier
| Årets video - Haffa Guzz av Random Making Movies - DH Animation - Del 7 av DunderHumor - Jag vill ha gratis mens av Clara Henry - Poka Mig av I Just Want To Be Cool | Årets serie - Snooza med Simon & Emil av Simon Lussetti och Emil Beer - Jag är Nellie: Season 1 av Nellie Berntsson - Jul i Dunderköping av DunderHumor - Rackarlife 3 av Rackartygarna |